# زنبق کره‌ای
زنبق کره‌ای (نام علمی: Iris koreana) نام یک گونه از سرده زنبق است.